# Timex FDD3000

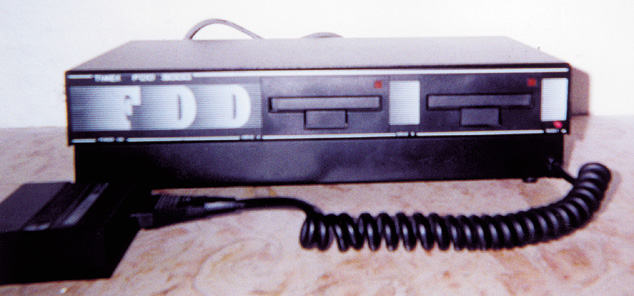
Timex FDD3000

Timex FDD3000 je disketový systém pro počítače Timex Sinclair a Sinclair ZX Spectrum vyráběný portugalskou pobočkou společnosti Timex Sinclair. Na rozdíl od svého předchůdce Timex FDD je celý disketový systém integrován do jedné jednotky, která obsahuje dvě disketové mechaniky rozměru 3". K disketovému systému je možné připojit ještě další dvě disketové mechaniky. Disketový systém byl oblíbený v Polsku. Disketový systém se vyskytuje také ve variantě označované jako Timex FDD6000, který má disketovou mechaniku A: nahrazenou disketovou mechanikou o velikosti 5,25".

## Charakteristika zařízení
Disketový systém je vlastně nezávislý počítač založený na procesoru Z80 a 64 KiB paměti RAM a obsahuje dva sériové porty RS-232 a konektor pro připojení monitoru. Pro komunikaci s disketovým systémem slouží systém TOS, který rozšiřuje množinu příkazů Sinclair BASICu (viz Rozšířená syntaxe Sinclair BASICu). Díky paměti rozšířené na 64 KiB byl jako druhý operační systém dodáván systém CP/M. V ROM disketového systému je umístěna pouze bootovací rutina, která nahrává operační systém z diskety. Obecně je tak možné na disketovém systému spustit jakýkoliv systém, např. i ZXVGS.
K počítači se disketový systém připojuje prostřednictvím speciálního interface s vlastní pamětí ROM, jejíž obsah závisí na tom, k jakému počítači je interface připojen.
Disketový systém může pracovat ve dvou režimech:
- diskové úložiště, kdy disketový systém slouží pouze jako vnější paměť dat pro počítač, ke kterému je připojen,
- nezávislý počítač, kdy počítač, ke kterému je disketový systém připojen, funguje pouze jako terminál. Místo počítače v terminálovém režimu je možné připojit speciální klávesnici Timex Terminal 3000, v tomto případě je nutné k disketovému systému připojit monitor.

### Varianty disketového systému
Disketový systém existuje ve třech variantách:
- originální Timex FDD3000,
- Unipolbrit FDD3000,
- Stavi FDD3000 - místo 3" disketových mechanik obsahuje 5,25" disketové mechaniky,
- Timex FDD6000 - místo jedné 3" disketové mechaniky je obsažena 5,25" disketová mechanika.

## Technické informace
- čip řadiče: WD1770,
- čip sériového portu: WD2123,
- procesor: Z80,
- paměť RAM: 64 KiB,
- paměť ROM: 4 KiB,[7]
- paměť ROM FDD Interface: 4 KiB,[8]
- paměť RAM FDD Interface: 1 nebo 2 KiB.[8]

Počítač komunikuje s disketovým systémem pomocí portu 239 (šestnáctkově EF).